# Грофовија Арагон
Грофовија Арагон или грофовија Хака је била средњовековна грофовија на реци Арагон. Формирана је на територији Шпанске марке Карла Великог. Постојала је до 1035. године. 

## Историја
Каролиншки цар Карло Велики је у периоду од 795. до 812. године освојио североисточну трећину Иберијског полуострва формирајући Шпанску марку. Област Шпанске марке подељена је 817. године на источни део (са центром у Барселони) и западни део (са центром у Тулузу). Током 9. века највећа опасност по ове територије претила је од Франачке. Након смрти Карла Ћелавог, Каталонске грофовије стекле су аутономију.
Западни део Шпанске марке поделио се на Навару (са центром у Памплони) и Арагон. Источни део постао је грофовија Барселона. Заједно са Астуријом, која је од 1000. године подељена на Леон и Кастиљу, ове три државе чиниле су хришћанску Шпанију. 
Азнар I је први самостални гроф Арагона. Он је био вазал Карла Великог. Престоница грофовије била је у граду Хаки. Браком између Андреготе, кћерке грофа Галинда I од Арагона, и краља Наваре, Гарсије Санчеза, дошло је до уједињења краљевине Наваре са грофовијом Арагон, која је задржала одређену самосталност. Током владавине Санча Силног од Наваре Арагон је у унији са Леоном и Кастиљом. Након Санчове смрти 1035. године држава се распала на четири дела. Уједињењем грофовије Арагон са грофовијама Собрарбе и Рибагорза настаје краљевство Арагон које је од 1137. године у унији са грофовијом Барселоном.

## Грофови Арагона
- ??? - 809: Ауреол од Арагона
- 809 - 820: Азнар I Галиндез
- 820 - 833: Гарсија I Галиндез
- 833 - 844: Галиндо Гарсес
- 844 - 867: Галиндо I Азнарес
- 867 - 893: Азнар II Галиндез
- 893 - 922: Галиндо II Азнарес